# Aydın Sayılı

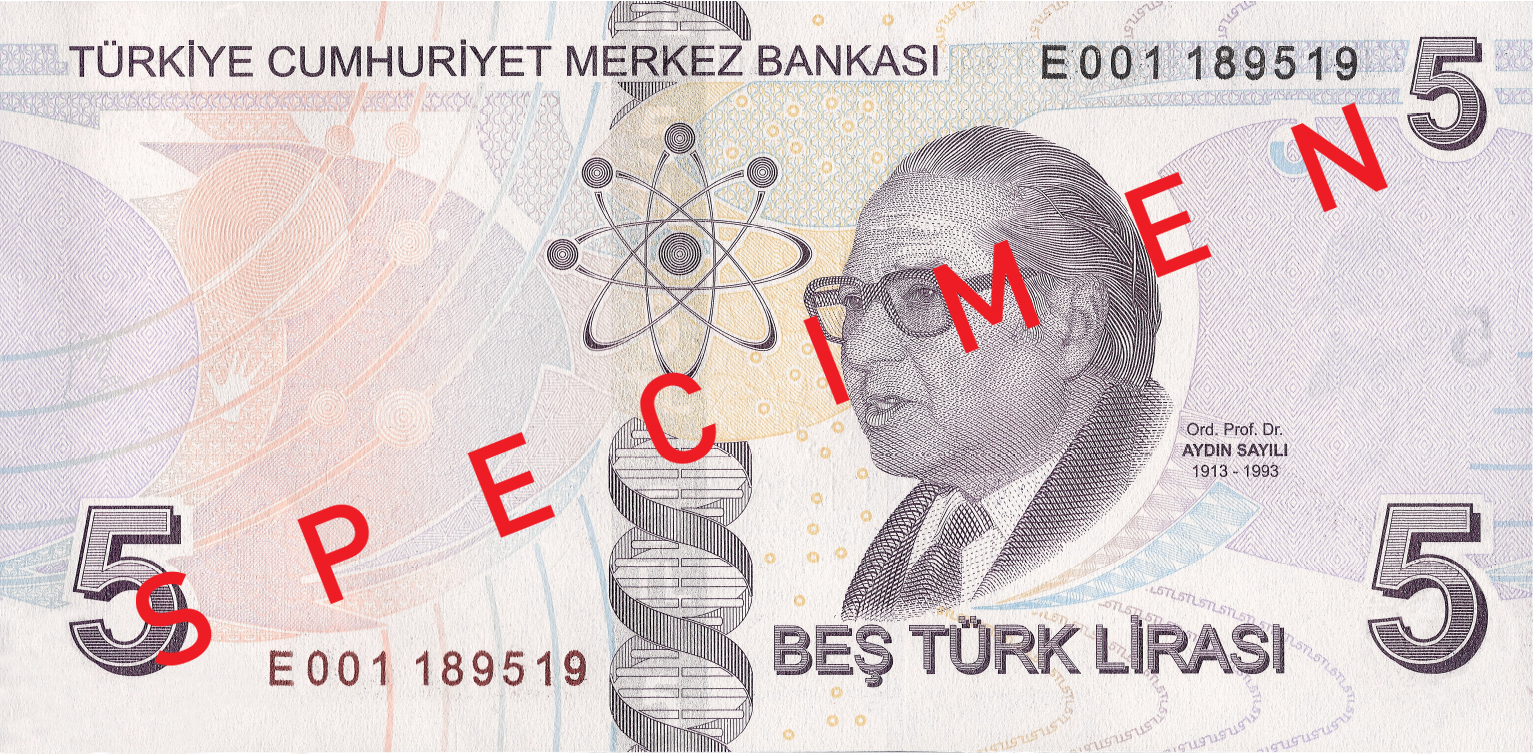
Bild von Sayili auf dem 5-Lira Schein

Aydın Sayılı  (* 2. Mai 1913 in Istanbul; † 15. Oktober 1993 in Ankara) war ein türkischer Mathematik- und Astronomiehistoriker.
Sayılı verbrachte einen Teil seiner Kindheit aufgrund der Arbeit seines Vaters im Iran. Er besuchte die Grundschule in Istanbul, anschließend die Mittelschule und das Jungengymnasium in Ankara und studierte nach dem Abschluss 1933 an der Harvard University, an der er 1942 bei George Sarton in Wissenschaftsgeschichte promoviert wurde (Institutions of Science and Learning in Medieval Islam). Danach war er an der Fakultät in Ankara (ab 1946 Universität) und wurde dort 1952 Professor für Wissenschaftsgeschichte (der erste derartige Lehrstuhl in der Türkei). Ab 1974 war dies eine eigene Abteilung, deren Direktor Sayılı war. 
In seiner Dissertation beschrieb er die Entwicklung von Observatorien und Hospitälern im mittelalterlichen Islam. Daraus entstand auch sein Buch über die Geschichte der astronomischen Observatorien im Islam. Darin ging er detailliert der Frage nach, ob und von wem die in den Schriften erwähnten Observatorien gebaut wurden, wer sie nutzte und welche Instrumente darin waren. Es gilt als Standardwerk. Später befasste er sich mit der Wechselbeziehung der Entwicklung der Wissenschaften in muslimischen Ländern und Westeuropa im 16. und 17. Jahrhundert (also während der wissenschaftlichen Revolution). Als Mathematikhistoriker veröffentlichte er über Abd al-Hamīd ibn Turk, Thabit ibn Qurra und Abu Sahl al-Quhi. Er veröffentlichte auch persische und arabische Gedichte mit Bezug auf Astronomie und andere Wissenschaften und zur Geschichte von Astrologie, Optik und Naturphilosophie.
1989 wurde er Ehrenmitglied der Deutschen Morgenländischen Gesellschaft. 1992 erhielt er die Nehru-Medaille der UNESCO und 1973 die polnische Kopernikus-Medaille.
Sein Porträt ist auf einem türkischen Geldschein.

## Schriften
- The observatory in Islam and its place in the general history of the observatory, Publications of the Turkish Historical Societes, Serie VII, Nr. 38, Ankara  1960, Nachdruck New York 1981
- Higher education in medieval Islam, Annales de l'Université de Ankara, Band 2, 1948, S. 30–71
- Copernicus and his monumental work, 1975 (auf Englisch und Türkisch)